# 2292 Seili
2292 Seili è un asteroide della fascia principale. Scoperto nel 1942, presenta un'orbita caratterizzata da un semiasse maggiore pari a 2,6210238 UA e da un'eccentricità di 0,2369667, inclinata di 14,53424° rispetto all'eclittica.